# Yoshinori Kitase

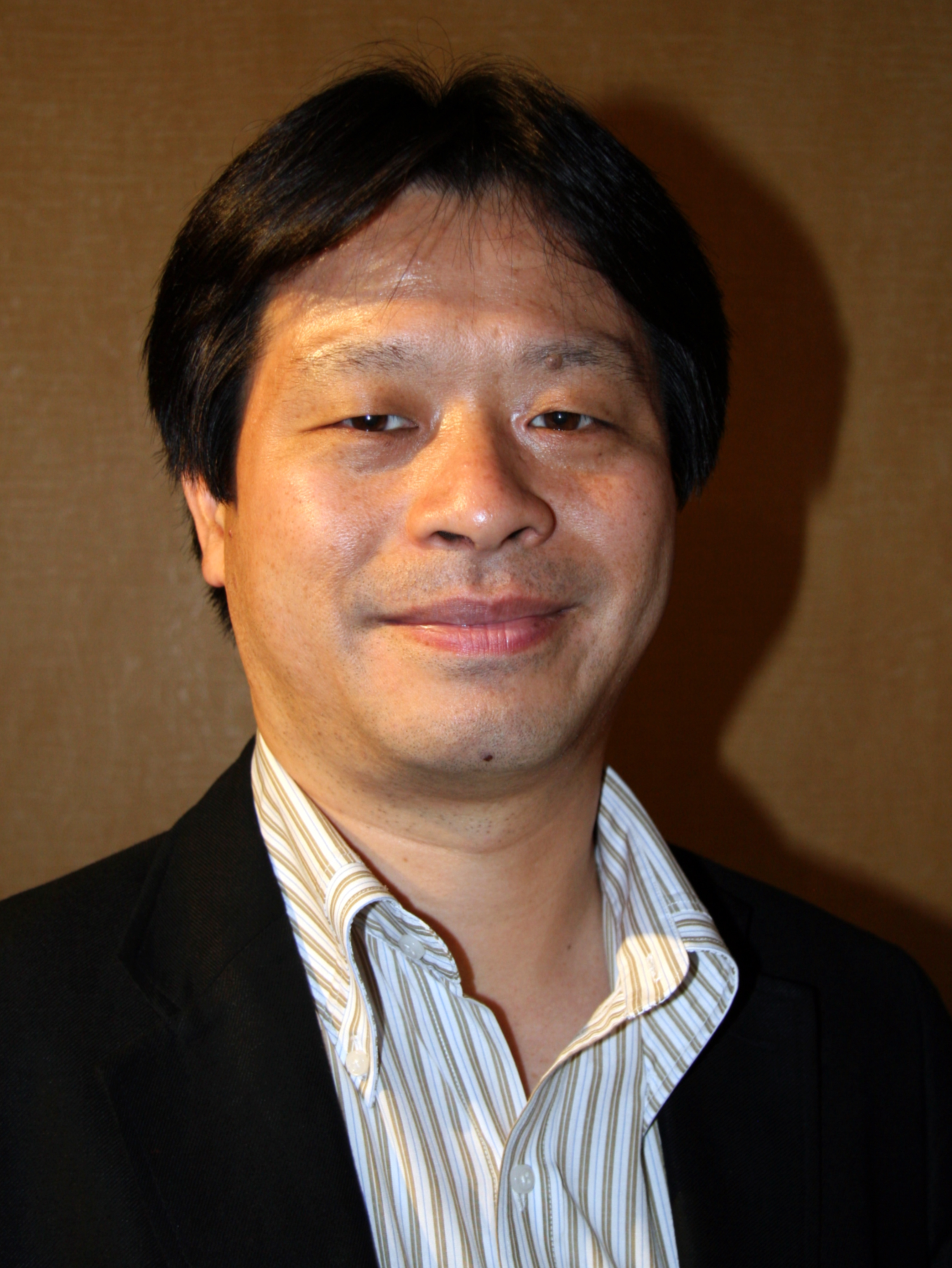

Yoshinori Kitase (jap. 北瀬佳範 Kitase Yoshinori; ur. 23 września 1966) – japoński producent gier, scenarzysta i były reżyser gier pracujący dla Square Enix Co., Ltd. (dawniej Square Co., Ltd.). Zatrudniony od 1991. Najsłynniejsze jego prace to Final Fantasy VI, Chrono Trigger, Final Fantasy VII i Final Fantasy VIII. Potem pracował jako producent przy Final Fantasy X i Final Fantasy X-2. Kitase jest również szefem Square Enix's Product Development Division 1.

## Gry
- Romancing SaGa: Projektant map
- Seiken Densetsu: Scenarzysta
- Final Fantasy Adventure: Scenarzysta
- Final Fantasy V: Projektant map i Scenarzysta
- Final Fantasy VI: Reżyser i Scenarzysta
- Chrono Trigger: Reżyser
- Final Fantasy VII: Reżyser i Scenarzysta
- Final Fantasy VIII: Reżyser
- Final Fantasy X: Producent
- Kingdom Hearts: Producent
- Final Fantasy X-2: Producent
- Kingdom Hearts: Chain of Memories: Producent
- Compilation of Final Fantasy VII: Producent
- Kingdom Hearts II: Producent
- Ehrgeiz: Staff
- Romancing Saga: Projektant map
- Final Fantasy XIII: Producent